# Yojuela
Yojuela är en ort i Mexiko.   Den ligger i kommunen San Ildefonso Amatlán och delstaten Oaxaca, i den sydöstra delen av landet, 500 km sydost om huvudstaden Mexico City. Yojuela ligger 1 810 meter över havet och antalet invånare är 589.
Terrängen runt Yojuela är kuperad åt nordväst, men åt sydost är den bergig. Runt Yojuela är det tätbefolkat, med 308 invånare per kvadratkilometer. Närmaste större samhälle är San Cristóbal Amatlán, 5,5 km norr om Yojuela. I omgivningarna runt Yojuela växer huvudsakligen savannskog.